# Ronnie Rooke
Ronald Leslie „Ronnie“ Rooke (* 7. Dezember 1911 in Guildford; † Juli 1985) war ein englischer Fußballspieler und Fußballtrainer.

## Leben und Karriere
Rooke begann seine Karriere 1932 bei Crystal Palace in der zweiten Mannschaft. 1936 wechselte er zum FC Fulham. Hier entwickelte er sich zu einem der erfolgreichsten Torschützen der Cottagers zu dieser Zeit.
Der Zweite Weltkrieg unterbrach seine Karriere; Rooke diente während des Krieges in der Royal Air Force, obwohl er weiterhin aktiv Fußball spielte. Hier spielte er in einem inoffiziellen Länderspiel für England gegen Wales.
1946 – nach dem Krieg – wurde der Stürmer vom FC Arsenal unter Vertrag genommen. Bei seinem Debüt für die Gunners erzielte er am 14. Dezember 1946 gegen Charlton Athletic sein erstes Tor. Mit dem FC Arsenal wurde er 1948 englischer Meister.
1949 kehrte er zu seinem Ex-Klub Crystal Palace als Spielertrainer zurück. Zwei Jahre später wurde er noch kurzfristig Trainer von Bedford Town.
Nach seinem Karriereende als Fußballer arbeitete Rooke noch als Portier am Flughafen von Luton.
Ronnie Rooke starb 1985 im Alter von 73 Jahren an Lungenkrebs.

## Stationen
- Crystal Palace (1932–1936) (18 Einsätze / vier Tore)
- FC Fulham (1936–1946) (87/57)
- FC Arsenal (1946–1949) (94/70)
- Crystal Palace (1949–1951) (als Spielertrainer)
- Bedford Town (1951) (als Spielertrainer)
- FC Arsenal 1935–1953 (176 Einsätze / 118 Tore)

### Erfolge
als Spieler 
- 1 × englischer Meister mit dem FC Arsenal (1948)

| Personendaten    | Personendaten             |
| ---------------- | ------------------------- |
| NAME             | Rooke, Ronnie             |
| ALTERNATIVNAMEN  | Rooke, Ronald Leslie      |
| KURZBESCHREIBUNG | englischer Fußballspieler |
| GEBURTSDATUM     | 7. Dezember 1911          |
| GEBURTSORT       | Guildford, England        |
| STERBEDATUM      | Juli 1985                 |